# 假面騎士鄂鬥 Project G4
《劇場版 假面骑士亚极陀 G4计划》是《假面騎士顎門》的衍生劇場版，也是《平成假面骑士系列》的第一部剧场版，日本於2001年9月22日上映。
此作標語為「戰鬥終於開始了！是敵方？還是友方？最強的新假面騎士登場。（日語：いよいよ戦闘開始! 敵か?味方か? 最強の新ライダー登場。」。

## 本作特色
- 本作是《假面骑士系列》诞生30周年和东映创立50周年纪念作。
- 本作是《平成假面騎士系列》的第一部劇場版。
- 本作時間點位於《假面騎士顎門》本篇第34-36話之間。
- 率先登場亚极陀的燃燒型態和閃耀型態，基尔斯的超越型態。
- 《假面騎士系列》中的第一位扮演者藤岡弘，扮演警視總監一角。

## 故事概要
無數未知生命體（UNKNOWN）襲擊超能力研究基地，連假面騎士G3-X也顯得無能為力，数個月後，怪人再次現身，襲擊目標是兩名具超能力的小孩。
假面騎士们纷纷应战，其中就有虽然威力强大，但亦十分危险，装着者随时性命不保的G4，为了维持正义，一场激烈的生死之战即将展开。

## 登場人物

### 本篇原主要人物
津上翔一（つがみ しょういち）（賀集利樹飾）
假面騎士亚极陀的變身者。
在本作中因加原紗綾香而被捲入事件當中。
冰川誠（ひかわ まこと）（要潤飾）
假面騎士G3-X的變身者。
在本作中因深海里砂竊取了G4系統設計圖而被捲入事件當中，與水城史朗作為裝著者背負不同的信念，在與G4的決鬥中拼命阻止水城的戰鬥。

### 本作登場人物
加原紗綾香
具預知能力，曾救了太一一命，喜歡鋼琴，故事最後找到了養父母，並與小雷同住，電影原創角色。
本木雷
具念動力，個性古怪，稱涼是他的朋友，電影原創角色。

### G4小隊
深海里砂
電影原創角色，G4計畫總負責人，陸上自衛隊‧第一空艇團‧一等陸尉，借在G3小組实习名义利用尾室竊取了小澤的G4系統設計圖，欲利用真魚的超能力使G4成為人類最終兵器而失敗，最後更死於Unknown手下。
水城史朗
電影原創角色，G4著裝者，陸上自衛隊‧第一空挺團‧三等陸尉，即使知道自己會因G4而死卻仍執著的戰鬥，最终在與冰川诚着装的G3-X決戰中因G4的高负荷而死，但由于G4完全由AI掌控而暴走，冰川诚开枪才使G4完全停止运作。

## 電影登場假面騎士資料

### 假面騎士G4
- 身高：198cm
- 體重：187kg
- 拳擊力：4t
- 腳踢力：13t
- 跳躍力：25m
- 行動速度：100m需時7.5秒

G4一名取自“第四代·對未確認生命體強化外骨骼及強化外筋系統“(GENERATION 4)，G4是自衛隊藉由小澤的藍圖所加以完成的，武裝除了GM-01和G3系列通用裝備之外，多了四連火箭砲，尚有以具有预知能力的超能力者作為輔助系統存在。
但G4完全由AI操控不受装备者控制，其产生的负荷足以致命。
假面騎士G4武裝
- GM-01改四式（GM-01 R4）

彈數：72發
G3使用的武器GM-01 Scorpion的改良版，可以切換自動或半自動射擊。
- G4專用四連導彈發射裝置『GIGANT』

發射速度：450m/s
射程：4000m

## UNKNOWN
襲擊超能力研究基地與人類，外觀類似行軍蟻的集團行動未知生命體(UNKNOWN)，電影版本原創的未知生命體(UNKNOWN)。
兵蟻(フォルミカ・ペデス)
- 身高：207cm
- 體重：150kg

單位以『百』來計算的UNKNOWN，會用銳牙捕殺生物，會吐出讓生物窒息的蟻酸。
騎士蟻(フォルミカ・エクエス)
- 身高：210cm
- 體重：158kg

兵蟻的指揮官，體色紅色，力大無窮，揮舞著巨大鐮刀。
王蟻(フォルミカ・レギア)
- 身高：212cm
- 體重：152kg

使用三叉戢「黄泉の鐙」為武器。

## 演員表
- 津上翔一 / 幪面超人亞極陀（声） - 賀集利樹
- 風谷真魚 - 秋山莉奈
- 加原紗綾香 - 木村茜
- 本木雷 - 大高力也
- 葦原涼 / 幪面超人磯烙使（声） - 友井雄亮（日语：友井雄亮）
- 小沢澄子 - 藤田瞳子
- 冰川誠 / 幪面超人G3-X（声） - 要潤
- 尾室隆弘 - 柴田明良
- 深海理沙 - 小澤真珠
- 水城史朗 / 幪面超人G4（声） - 唐渡亮
- 北條透 - 山崎潤
- 沢木哲也 - 小川敦史
- 謎之少年 - 羽緒レイ
- 美杉義彦 - 升毅
- 美杉太一 - 田辺季正
- 紗綾香之父 - うじきつよし
- 紗綾香之母 - 渡辺典子
- 阿南健治
- 中上ちか
- 漢堡店食客 - 中村俊介
- 河野浩司 - 田口主将
- 警視廳幹部 - 加地健太郎
- 深海部下 - 松林慎司、金子裕
- 警視總監 - 藤岡弘（特別演出）

## 皮套演員
- 高岩成二 飾 幪面超人亞極陀
- 伊藤慎 飾 幪面超人G3-X
- 押川善文 飾 幪面超人Gills
- 岡元次郎 飾 幪面超人G4
- 小倉敏博 飾 兵蟻

## STAFF
- 原作 - 石ノ森章太郎
- 監督 - 小野寺章（石森プロ）
- 製作 - 松田佐栄子（テレビ朝日）、白倉伸一郎・武部直美・塚田英明（東映）
- 劇本 - 井上敏樹
- 音樂 - 佐橋俊彦
- 導演 - 田﨑竜太
- 導演助手 - 鈴村展弘、木村繁仁、近藤信子
- 動作指導 - 山田一善、宮崎剛（ジャパンアクションクラブ）
- 特攝指導 - 佛田洋・尾上克郎（特撮研究所）
- 角色設定 - 早瀬マサト（石森プロ）、野中剛・山田耕次・竹内一恵・小林大祐（PLEX）
- UNKNOWN造型設定 - 出渕裕

## 主題曲
- 主題曲 － 

作詞、作曲、編曲：トータス松本　歌：ウルフルズ
- 插入曲 － 

作詞：藤林聖子　作曲：三宅一徳　編曲：大木理紗　歌：石原慎一